# Pohřebiště švédských panovníků

Velký znak Švédského království

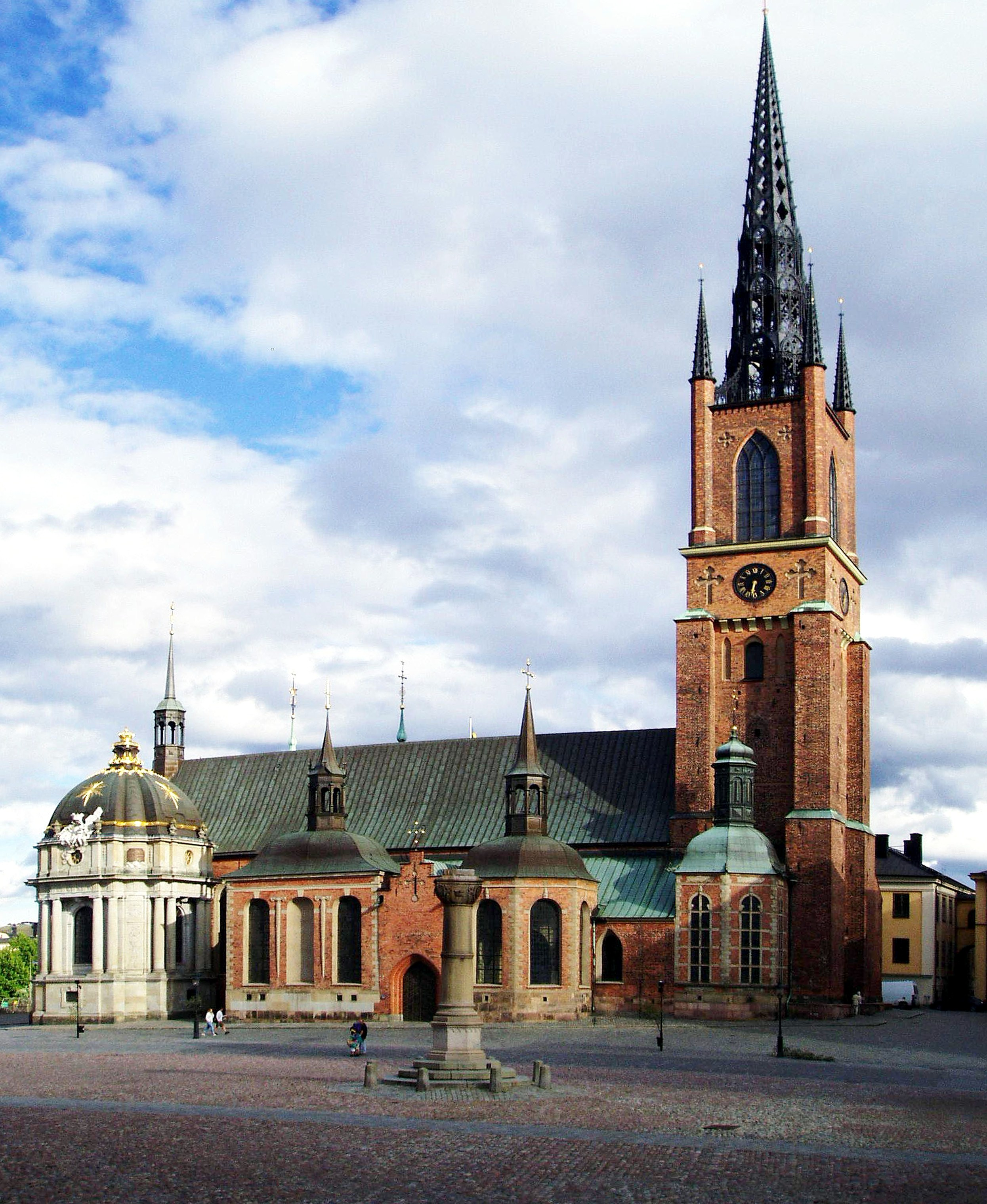
Riddarholmskyrkan

Seznam pohřebišť panovníků Švédského království, které existuje od roku 970, začíná dynastií Vasa v roce 1521. Od 17. století byli švédští panovníci pohřbíváni téměř výhradně v Riddarholmském kostele ve Stockholmu, teprve ve 20. století byl založen hřbitov Haga jako nová rodinná hrobka. Královna Kristýna je jedinou panovnicí, která je pochována v bazilice svatého Petra v Římě.
| Jméno                                   | Doba života | Místo pohřbení                       |
| --------------------------------------- | ----------- | ------------------------------------ |
| král Gustav I.                          | 1495–1560   | katedrála v Uppsale                  |
| Kateřina Sasko-Lauenburská              | 1513–1535   | katedrála v Uppsale                  |
| Markéta Eriksdotter Leijonhufvud        | 1516–1551   | katedrála v Uppsale                  |
| Kateřina Stenbock                       | 1535–1621   | katedrála v Uppsale                  |
| král Erik XIV.                          | 1533–1577   | katedrála ve Västerås                |
| Karin Månsdotter                        | 1550–1612   | katedrála v Turku                    |
| král Jan III.                           | 1537–1592   | katedrála v Uppsale                  |
| Kateřina Jagellonská                    | 1525–1583   | katedrála v Uppsale                  |
| Gunilla Bielke                          | 1568–1597   | katedrála v Uppsale                  |
| král Zikmund I.                         | 1566–1632   | katedrála na Wawelu v Krakově        |
| Anna Habsburská                         | 1573–1596   | katedrála na Wawelu v Krakově        |
| Konstance Habsburská                    | 1588–1631   | katedrála na Wawelu v Krakově        |
| král Karel IX.                          | 1550–1611   | katedrála ve Strängnäs               |
| Anna Marie Kristýna Falcká              | 1561–1589   | katedrála ve Strängnäs               |
| Kristina Holštýnsko-Gottorpská          | 1573–1625   | katedrála ve Strängnäs               |
| král Gustav II. Adolf                   | 1594–1632   | Riddarholmský kostel ve Stockholmu   |
| Marie Eleonora Braniborská              | 1599–1655   | Riddarholmský kostel ve Stockholmu   |
| královna Kristýna                       | 1626–1689   | Hrobka v Svatopetrském chrámu v Římě |
| král Karel X.                           | 1622–1660   | Riddarholmský kostel ve Stockholmu   |
| Hedvika Eleonora Holštýnsko-Gottorpská  | 1636–1719   | Riddarholmský kostel ve Stockholmu   |
| král Karel XI.                          | 1655–1697   | Riddarholmský kostel ve Stockholmu   |
| Ulrika Eleonora Dánská                  | 1656–1693   | Riddarholmský kostel ve Stockholmu   |
| král Karel XII.                         | 1682–1718   | Riddarholmský kostel ve Stockholmu   |
| Ulrika Eleonora                         | 1688–1741   | Riddarholmský kostel ve Stockholmu   |
| král Bedřich I.                         | 1676–1751   | Riddarholmský kostel ve Stockholmu   |
| král Adolf Bedřich I.                   | 1710–1771   | Riddarholmský kostel ve Stockholmu   |
| Luisa Ulrika Pruská                     | 1720–1782   | Riddarholmský kostel ve Stockholmu   |
| král Gustav III.                        | 1746–1792   | Riddarholmský kostel ve Stockholmu   |
| Žofie Magdalena Dánská                  | 1746–1814   | Riddarholmský kostel ve Stockholmu   |
| král Gustav IV. Adolf                   | 1778–1837   | Riddarholmský kostel ve Stockholmu   |
| Frederika Dorotea Bádenská              | 1781–1826   | velkovévodská hrobka v Pforzheimu    |
| král Karel XIII.                        | 1748–1818   | Riddarholmský kostel ve Stockholmu   |
| Hedvika Šlesvicko-Holštýnsko-Gottorpská | 1759–1818   | Riddarholmský kostel ve Stockholmu   |
| král Karel XIV. Jan                     | 1764–1844   | Riddarholmský kostel ve Stockholmu   |
| Désirée Clary                           | 1777–1860   | Riddarholmský kostel ve Stockholmu   |
| král Oskar I.                           | 1799–1859   | Riddarholmský kostel ve Stockholmu   |
| Joséphine de Beauharnais                | 1807–1876   | Riddarholmský kostel ve Stockholmu   |
| král Karel XV.                          | 1826–1872   | Riddarholmský kostel ve Stockholmu   |
| Luisa Oranžsko-Nasavská                 | 1828–1871   | Riddarholmský kostel ve Stockholmu   |
| král Oskar II.                          | 1829–1907   | Riddarholmský kostel ve Stockholmu   |
| Žofie Nasavská                          | 1836–1913   | Riddarholmský kostel ve Stockholmu   |
| král Gustav V.                          | 1858–1950   | Riddarholmský kostel ve Stockholmu   |
| Viktorie Bádenská                       | 1862–1930   | Riddarholmský kostel ve Stockholmu   |
| král Gustav VI. Adolf                   | 1882–1973   | královský hřbitov Haga ve Stockholmu |
| Markéta z Connaughtu                    | 1882–1920   | královský hřbitov Haga ve Stockholmu |
| Luisa Mountbattenová                    | 1889–1965   | královský hřbitov Haga ve Stockholmu |